# Lamin Comma
Lamin Comma (Schreibvariante Lamin Komma, * 20. Jahrhundert) ist Verwaltungsbeamter im westafrikanischen Staat Gambia. Er war Divisional Commissioner der North Bank Region.

## Leben
Lamin Comma besuchte von 1974 bis 1976 die Kwame Nkrumah University of Science and Technology in Kumasi (Ghana) und erwarb dort ein Diplom in Immobilienverwaltung. Von 1978 bis 1982 besuchte er die University of East London und erreichte ein Bachelor of Science in Landverwaltung. Angestellter der Regierung im State Department of Lands war er von 1978 bis 1988, wo er von 1983 Direktor des State Departments war.
1996 wurde er von Yahya Jammeh als Divisional Commissioner (heutige Bezeichnung: Gouverneur) der gambischen North Bank Region (NBR) ernannt, diese Funktion übte er bis 2001 aus. Seit 2003 ist Comma als Berater bei der Investment Services International Gambia Ltd. tätig.